# Wiebesia boldinghi
Wiebesia boldinghi är en stekelart som först beskrevs av Grandi 1916.  Wiebesia boldinghi ingår i släktet Wiebesia och familjen fikonsteklar. Inga underarter finns listade i Catalogue of Life.